# Ley reguladora del Derecho a la vivienda en Andalucía

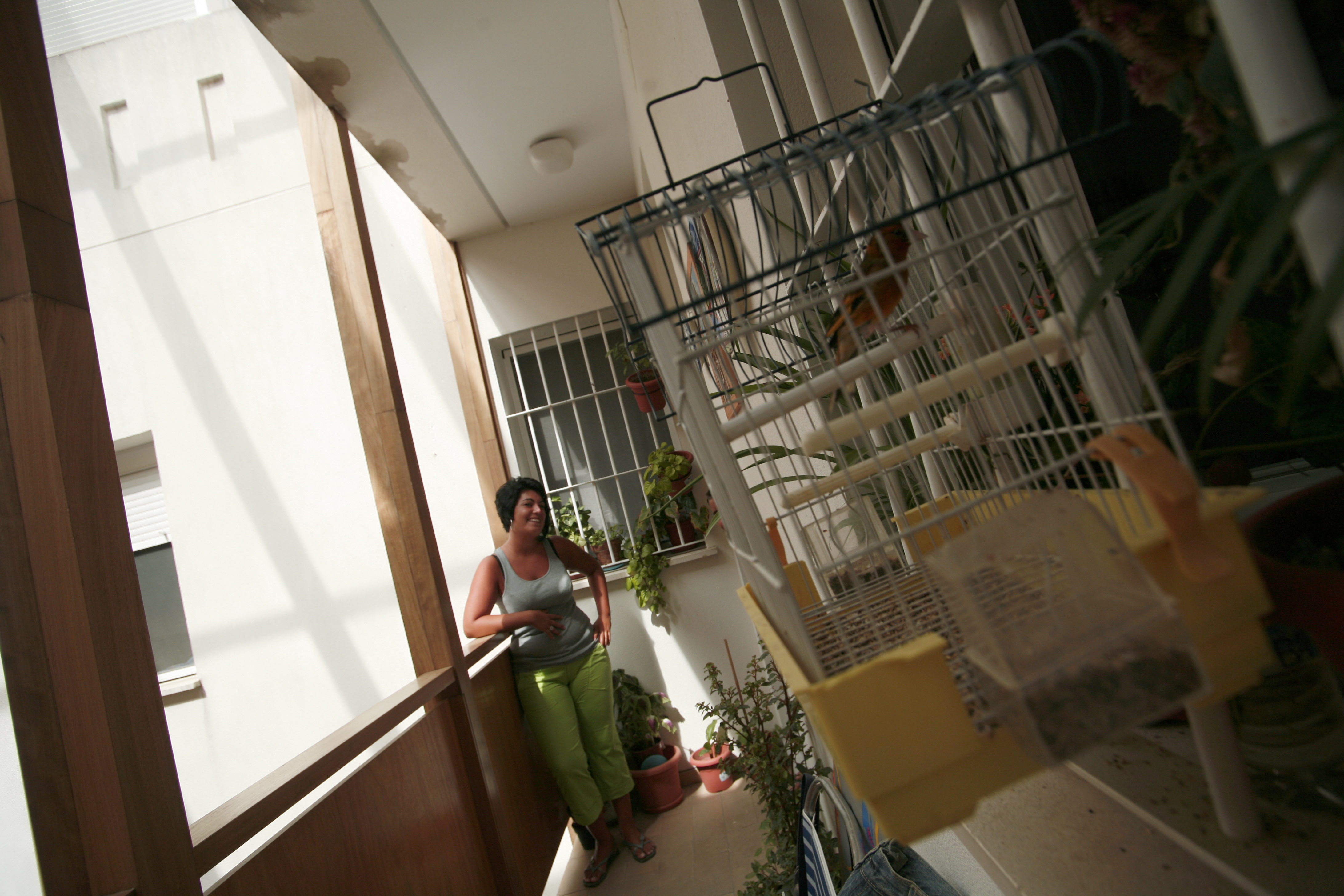

La Ley reguladora del Derecho a la vivienda en Andalucía fue aprobada por el Parlamento de Andalucía el 18 de febrero de 2010. Se considera una ley innovadora y pionera impulsada por la Consejería de Vivienda y Ordenación del Territorio. El objetivo fundamental de la Ley Reguladora del Derecho a la Vivienda en Andalucía (enlace roto disponible en Internet Archive; véase el historial, la primera versión y la última). es dar cumplimiento al derecho constitucional y estatutario a una vivienda del que son titulares las personas con vecindad administrativa en Andalucía.

## Derecho a la vivienda
La Declaración Universal de los Derechos Humanos establece en su artículo 25, “Toda persona tiene derecho a un nivel de vida adecuado que le asegure, así como a su familia, la salud, el bienestar, y en especial la alimentación, el vestido, la vivienda, la asistencia médica...”
La Constitución Española establece en su artículo 47 el derecho al disfrute de una vivienda digna y adecuada, siendo los poderes públicos los responsables de promover las condiciones necesarias y de establecer las normas adecuadas para hacer efectivo este derecho. Asimismo, el Estatuto de Autonomía para Andalucía reconoce en su artículo 25 “la obligación de los poderes públicos de favorecer el acceso en condiciones de igualdad a una vivienda digna y adecuada, estableciendo las medidas necesarias a tal fin”.

## La Ley reguladora del Derecho a la vivienda en Andalucía

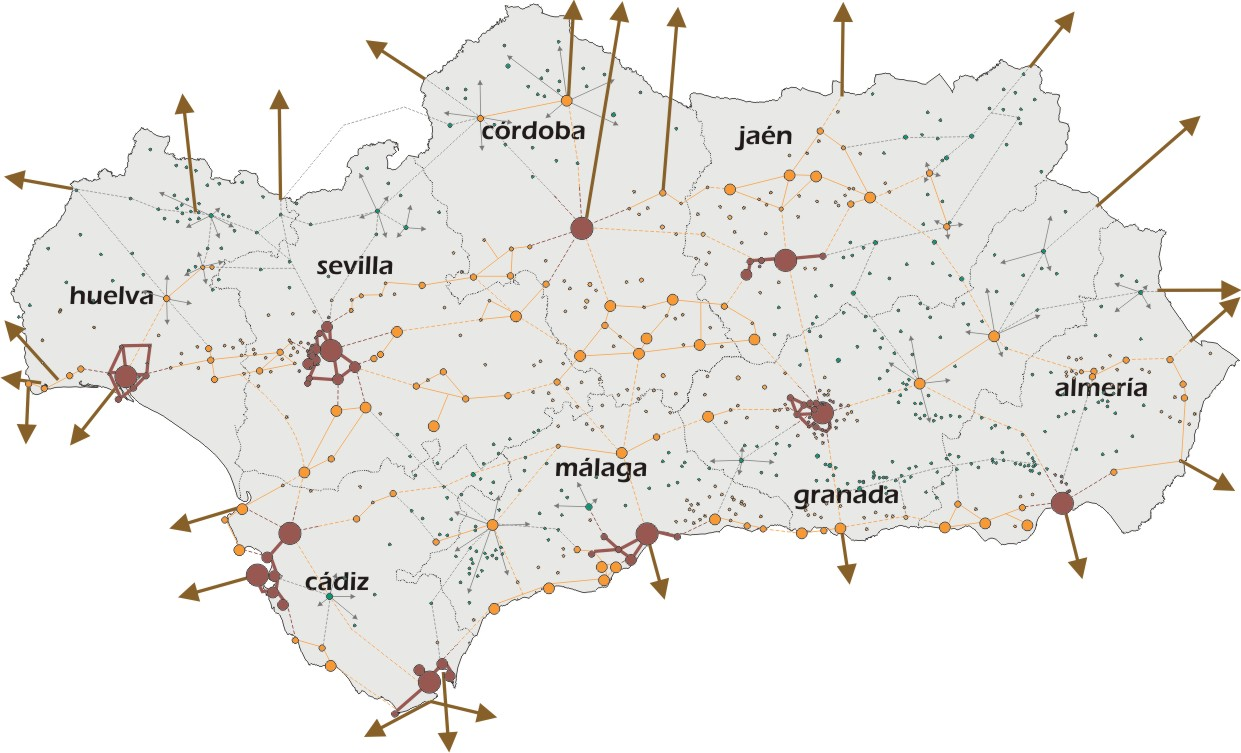
Red de ciudades de Andalucía.

El Parlamento de Andalucía aprobó el 18 de febrero de 2010 la Ley reguladora del Derecho a la Vivienda en Andalucía. Ley innovadora y pionera que está siendo impulsada por la Consejería de Vivienda y Ordenación del Territorio, está Ley Reguladora del Derecho a la Vivienda en Andalucía (enlace roto disponible en Internet Archive; véase el historial, la primera versión y la última). tiene el objetivo fundamental de dar cumplimiento al derecho constitucional y estatutario a una vivienda del que son titulares las personas con vecindad administrativa en Andalucía.Promoviendo el acceso a una vivienda digna y adecuada a través de una política de actuaciones en materia de vivienda protegida y suelo por un lado en los desarrollos equilibrados de las ciudades y por otro mediante la conservación, mantenimiento y rehabilitación del parque de viviendas existente.
Este derecho del ciudadano al acceso de una vivienda digna y adecuada, entendiendo ésta con un precio asequible a todos los niveles y con las condiciones de habitabilidad cubiertas. Situadas en ámbitos urbanos adecuados con las dotaciones de servicios, espacios verdes, plazas y equipamientos necesarios, conectados con la red de transporte público de las ciudades.
Tal y como se refleja en el Pacto Internacional de Derechos Económicos, Sociales y Culturales ONU 1996 (PIDESC), los “Estados deben reconocer el derecho de toda persona a un nivel de vida adecuado para sí y su familia, incluso alimentación, vestido y vivienda adecuados, y a una mejora continua de las condiciones de existencia”.

## Derechos de tercera generación. Tres generaciones de derechos humanos
Las tres generaciones de derechos humanos es una propuesta efectuada por el jurista checo Karel Vasak en 1979 para clasificar los derechos humanos. La Ley reguladora del Derecho a una vivienda en Andalucía se enmarca en la tercera generación de derechos, surgida en la doctrina de 1980, se vincula con la solidaridad. para incentivar el progreso social y elevar el nivel de vida de todos los pueblos. Los temas relacionados son:
- La solución de los problemas alimenticios, demográficos, educativos y ecológicos.
- El ambiente.
- Los derechos del consumidor.
- El desarrollo que permita una vida digna.
- El libre desarrollo de la personalidad.

## Vivienda digna y adecuada
El derecho a una vivienda digna y adecuada comporta la satisfacción de las necesidades habitacionales de sus titulares y de quienes con ellos convivan, de forma que se posibilite una vida independiente y autónoma, y se favorezca el ejercicio de los derechos fundamentales. Se entiende que una vivienda es digna y adecuada cuando reúne al menos los siguientes requisitos: 
1. Que se trate de una edificación fija y habitable..
2. Que sea accesible, particularmente las destinadas a titulares con necesidades especiales.
3. Que sea una vivienda de calidad, y por tanto que sea proyectada cumpliendo los requisitos básicos de funcionalidad, seguridad y habitabilidad.
4. Situada en ámbitos urbanos adecuados, con los servicios, espacios libras, equipamientos, necesarios para satisfacer las necesidades de los ciudadanos.

## Planificación urbanística
En 1994 la Carta de Aalborg ya resaltaba que el desigual reparto de la riqueza patrimonial de las ciudades es la causa de un comportamiento insostenible y permite la segregación económica del territorio. Por ello recomendaba integrar las necesidades sociales básicas de la población con la vivienda en la protección del medio ambiente, aprovechando nuestros recursos urbanos.
Siendo consciente de esta situación denunciada por la Carta de Aalborg, para poder hablar del Derecho a la Vivienda, es necesario que el planeamiento urbanístico promueva la cohesión social en las ciudades, como garantía de una adecuada integración urbana y para la prevención de fenómenos de segregación, exclusión, discriminación o asedio por razones socioeconómicas, demográficas, de género, culturales, religiosas o de cualquiera otro tipo, tal y como se detalla en la Ley reguladora del Derecho a la vivienda en Andalucía.
El planeamiento o la ordenación urbanística desarrollado por los municipios, contendrá las determinaciones de ordenación, gestión y ejecución que sean precisas para cubrir las necesidades de vivienda para su población y establecida en los planes municipales de vivienda y suelo. Las previsiones que se realicen en materia de vivienda protegida sea en venta y/o en alquiler cumplirán con las condiciones establecidas en los distintos Plan Andaluz de Vivienda y Suelo vigentes en ese momento. 
Realizando las reservas de terrenos con destino a vivienda protegida de nueva construcción, además es necesario incentivar las políticas de rehabilitación que favorezcan la revitalización de los tejidos residenciales y la recuperación del patrimonio construido, así como la eliminación de las situaciones de infravivienda existentes en los barrios y centros urbanos, de esta manera se podrá facilitar el acceso a este derecho a personas con escasos recursos.

## Planes municipales de vivienda y suelo
Los ayuntamientos elaborarán y aprobarán sus correspondientes planes municipales de vivienda y suelo. La elaboración y aprobación de estos planes se realizará de forma coordinada con el planeamiento urbanístico general. Estos planes determinarán las necesidades de vivienda de
las familia, en especial las referidas a viviendas protegidas sea en venta y/o alquiler, teniendo en cuenta los datos contenidos en el Registro Público Municipal de Demandantes de Vivienda Protegida, convirtiéndose este registro en el instrumento básico para la determinación de las personas solicitantes de la vivienda protegida.

## La rehabilitación de la ciudad construida y el derecho a la vivienda
Para promover la efectividad del derecho a la vivienda digna y adecuada, la actuación de las Administraciones Públicas andaluzas irá dirigida al fomento de la conservación, mantenimiento, rehabilitación, accesibilidad, sostenibilidad y efectivo aprovechamiento del parque de viviendas.
Los propietarios de las viviendas tienen la obligación de velar por el mantenimiento a su costa de las viviendas en condiciones de calidad, dignas y adecuadas. Aunque se podrán arbitrar medidas de fomento y de intervención para la recuperación de las viviendas en la forma que se establezca en los distintos programas de rehabilitación (estatales, autonómicos y/o locales), teniendo preferencia las personas o unidades familiares cuyos ingresos no superen el mínimo establecido en el correspondiente Plan Concertado de Vivienda y Suelo.
La Rehabilitación de barrios y centros históricos , es otro instrumento que las administraciones andaluzas en el ámbito de sus competencias podrán desarrollar para recuperar ámbitos urbanos degradados. La delimitación de un área de rehabilitación integral llevará implícita la declaración de utilidad pública de las actuaciones.